# Think for Yourself
Think for Yourself è una canzone dei Beatles scritta da George Harrison ed apparsa sull'album Rubber Soul del 1965.

## Descrizione
George Harrison, come ha scritto nella sua autobiografia I, Me, Mine, non si ricorda chi lo abbia ispirato: è sicuro che si tratti di qualcuno, ma che non si ricorda chi; ha ipotizzato il governo. Se è giusto ciò che pensa, Think for Yourself anticiperebbe Taxman e Piggies. È assieme ad If I Needed Someone, il suo contributo su Rubber Soul. Non è mai stata inclusa nei concerti della band, ma vari critici musicali si sono interessati al brano, per la presenza della linea di basso elettrico filtrata da una fuzz box. I Beatles si erano ispirati per la parte del basso al brano Zip - A - Dee - Doo - Dah, prodotto da Phil Spector: un fonico del brano aveva sovraccaricato il microfono del chitarrista, producendo un suono fortemente distorto, che piacque molto al produttore. Anche l'armonia del brano è molto particolare, grazie agli accordi di si bemolle della strofa e di mi bemolle del ritornello, estranei alla tonalità di sol maggiore, che è la tonalità di impianto del brano. La seconda strofa potrebbe aver ispirato una strofa di Within You Without You, apparsa su Sgt. Pepper's Lonely Hearts Club Band.
Won't Be There With You (titolo di lavorazione di Think For Yourself) venne registrata l'8 novembre 1965, poco prima della registrazione dell'album natalizio The Beatles' Third Christmas Record. La base ritmica di chitarra ritmica, basso elettrico non distorto e batteria venne registrata in un nastro, sul quale vennero sovraincise le voci, la chitarra solista, il basso "fuzz" (come venne accreditato sull'album Rubber Soul), il tamburello, le maracas e l'organo Vox Continental. La canzone comparve in seguito nel film Yellow Submarine, assieme ad un segmento di sei secondi di un nastro di prova delle voci del brano. Il mixaggio, sia mono che stereo, avvenne nella stanza 65 degli Abbey Road Studios il 9 novembre. Per entrambe le sedute, il produttore fu George Martin ed il primo fonico Norman Smith; nella registrazione il secondo fonico fu Ken Scott, mentre nel mixaggio fu Jerry Boys.

## Formazione
- George Harrison: voce raddoppiata, chitarra solista, tamburello
- Paul McCartney: cori, basso, basso fuzz
- John Lennon: cori, organo
- Ringo Starr: batteria, maracas[2]